# 日本短颖草
日本短颖草（学名：Brachyelytrum erectum var. japonicum）为禾本科短颖草属下的一个变种。